# تراسي روس
تراسي روس (بالإنجليزية: Tracey Ross)‏ هي ممثلة أمريكية، ولدت في 27 فبراير 1959 في بروكلين في الولايات المتحدة.

## أعمال

### مسلسلات
- باشينز

## وصلات خارجية
- تراسي روس على موقع IMDb (الإنجليزية)
- تراسي روس على موقع قاعدة بيانات الفيلم (الإنجليزية)